# هجرة البيض
يشير مصطلح هجرة البيض أو نزوح البيض إلى هجرة ذوي البشرة البيضاء على نطاق واسع بشكل مفاجئ أو تدريجي من مناطق زاد التنوع العرقي أو العرقي الثقافي فيها. بدءًا من خمسينيات وستينيات القرن العشرين، شاع استخدام هذا المصطلح في الولايات المتحدة. أشارت هجرة البيض إلى الهجرة واسعة النطاق لذوي الأصول الأوروبية المتنوعة من المناطق الحضرية المختلطة عرقيًا إلى الضواحي المتجانسة عرقيًا والمناطق المحيطة بها. استُخدم هذا المصطلح مؤخرًا للإشارة إلى أنواع أخرى من هجرة البيض، كالهجرة من الضواحي القديمة والداخلية إلى المناطق الريفية، ومن الشمال الشرقي والغرب الأوسط للولايات المتحدة نحوَ الجنوب الشرقي والجنوب الغربي حيث المناخ أكثر اعتدالًا. استُخدم مصطلح «هجرة البيض» أيضًا للإشارة إلى هجرة البيض واسعة النطاق من أفريقيا أو أجزاء منها بعد إنهاء الاستعمار، نتيجة المستويات المرتفعة من الجرائم العنيفة وسياسات الدول المعادية للاستعمار.
لوحظت هجرة البيض من أفراد الطبقة المتوسطة خلال حركة الحقوق المدنية في خمسينيات وستينيات القرن العشرين من مدن مثل كليفلاند، ديترويت، كانساس سيتي، أوكلاند، مع أن الفصل العنصري في المدارس العامة في تلك المدن، أُوقف قبل قرار المحكمة العليا للولايات المتحدة في قضية براون ضد مجلس التعليم في عام 1954 بزمن طويل. في السبعينيات من ذلك القرن، أدت محاولات إزالة التمييز العنصري أو تحقيق «الاندماج» على نحو فعال من خلال فرض نقل الطلاب إلى مدارس في أحياء أخرى مغايرة عرقيًا بغرض دمجهم (النقل بالباص) إلى تزايد خروج العائلات من الأحياء المعنية. يشير بعض المؤرخين إلى أن هجرة البيض جاءت استجابةً لضغوط سكانية، بسبب هجرة السود الواسعة من المناطق الريفية جنوب الولايات المتحدة إلى المدن الحضرية في الولايات الشمالية وغرب الولايات المتحدة، ضمن ما عُرف باسم الهجرة الكبرى، إضافة إلى موجات المهاجرين الجدد القادمين من كل أنحاء العالم. ومع ذلك، يعترض بعض المؤرخين على مصطلح «هجرة البيض» باعتباره تسمية خاطئة يجب إعادة النظر في استخدامها. في دراستها لويست سايد في شيكاغو خلال فترة ما بعد الحرب، جادلت المؤرخة أماندا سيليغمان بأن التسمية توحي على نحو مضلل بأن البيض غادروا الأحياء بعد انتقال السود إليها على الفور، في الواقع، دافع الكثيرون من البيض عن مكانهم بالعنف أو الترهيب أو باستخدام التكتيكات القانونية. ترى ليا بستان، أستاذة الاقتصاد في برينستون، أن سبب نزوح البيض هو العنصرية والأسباب الاقتصادية.
ساهمت الممارسات التجارية المتمثلة بالخط الأحمر، والتمييز في الإقراض، والعهود المقيدة عنصريًا في الاكتظاظ والتدهور المادي للمناطق التي تجمعت فيها الأقليات. ما ساهم في هجرة السكان الآخرين. أدت محدودية التسهيلات الخاصة بالأعمال المصرفية والتأمين، بسبب تدني التوقعات الربحية، والخدمات الاجتماعية الأخرى، والرسوم الإضافية الهادفة إلى التحوط ضد المشاكل الربحية المحتملة، إلى زيادة تكلفة تلك الخدمات بالنسبة للمقيمين في الضواحي وأحياء المدن غير البيضاء. وفقًا للمتخصصة في الجغرافيا البيئية لورا بوليدو، تساهم عمليات تضخم الضواحي واللامركزية الحضرية في العنصرية البيئية المعاصرة.

## التاريخ
في عام 1870، تحدثت مجلة ذا نيشن (الأمّة) عن هجرة الأمريكيين البيض الملحوظة؛ «قدّر تقرير مفوضي الهجرة في لويزيانا، للعام الماضي، تعداد المهاجرين البيض من ولايات جنوب  الأطلسي وألاباما وميسيسيبي، إلى مناطق غرب المسيسيبي، بعشرات الآلاف». وبحلول عام 1888، في خطاب نمطي آنذاك، تنبأ والتر توماس ميلز في منشوره ذا ستيتسمان (رجل الدولة):
«ستؤدي المساواة الاجتماعية والسياسية والتفوق السياسي للعنصر الزنجي في أي ولاية جنوبية حتمًا إلى أحد ثلاثة أشياء: نزوح البيض، أو حرب عرقية، أو تدمير المؤسسات التمثيلية، مثلما الحال في مقاطعة كولومبيا».  
تكشف سيرة وليم لويد غاريسون عام 1894عن تصور دعاة التحرر من العبودية في فترة التوتر التي سبقت الحرب الأهلية الأمريكية وكيف أن «ظلال الاضطراب المدني الوشيك، استدعت نزوح البيض» من سكان الشمال نحو الولايات الجنوبية مثل جورجيا.
في السنوات التي سبقت الحرب العالمية الأولى، كانت الصحف في اتحاد جنوب أفريقيا تقدم تقارير عن «هاجس هجرة البيض»، بسبب سفر الأفريقان إلى ميناء ديربان بحثًا عن سفن بريطانية وأسترالية.

## البحث الأكاديمي
في عام 1958، حدد عالم السياسة مورتون غرودزينز أنه «بمجرد أن تتجاوز نسبة غير البيض حدود تحمل الحي للعيش متخالط الأعراق، يهجر البيض الحي». وصف غرودزينز هذه الظاهرة بأنها نقطة التحول في دراسة هجرة البيض.
في عام 2004، أظهرت دراسة إحصائية سكانية في المملكة المتحدة أجرتها كلية لندن للاقتصاد دليلاً على هجرة البيض، التي جعلت الأقليات العرقية في مناطق المدينة الداخلية معزولة عن السكان البريطانيين البيض على نحو متزايد. تفحصت الدراسة السكان البيض في لندن، وميدلاند الغربية، وغرب يوركشير، ومانشستر الكبرى بين عامي 1991 و2001، فخلصت أيضًا إلى أن تناقص السكان البيض أكبر في المناطق التي تسكنها الأقليات العرقية بنسبة أكبر.
في عام 2018، أظهر بحث في جامعة إنديانا أجري على عينة 27.891 من مناطق التعداد السكاني في الولايات المتحدة بين عامي 2000 و2010، «هجرة البيض» في 3.252 منها. في المناطق المدروسة، بلغت «الخسارة في تعداد السكان البيض الأصليين نحو 40%». نُشرت الدراسة في مجلة أبحاث العلوم الاجتماعية، ووجدت الدراسة أنه «بالنسبة للأحياء الفقيرة، تكون هجرة البيض أكثر احتمالًا للحدوث بشكل منهجي في أحياء الطبقة المتوسطة عند العتبات الأعلى من وجود السكان السود واللاتينيين والآسيويين».

## نموذج رقعة الشطرنج ونموذج التحول
في دراسات أجريت في الثمانينيات والتسعينيات من القرن الماضي، أبدى السود استعدادهم للعيش في أحياء يسكنها السود والبيض بنسب متساوية. وأظهر البيض أيضًا استعدادهم للعيش في أحياء مختلطة، لكنهم فضلوا وجود البيض بنسبة أكبر. رغم ذلك، ظلت الغالبية في أحياء منفصلة إلى حد كبير، والتي واصلت التشكل.
في عام 1969، نشر توماس شيلينغ الاقتصادي الحائز على جائزة نوبل «نماذج من الفصل»، وهي ورقة بيّن فيها من خلال «نموذج رقعة الشطرنج» والتحليل الرياضي، أنه حتى حين يفضل كل وكيل العيش في حي مختلط الأعراق، يظهر الفصل بين الأحياء نتيجة لتراكم القرارات الفردية. وضّح شيلينغ أيضًا في «نموذج التحول» أن أفراد المجموعة العرقية يبقَون في الحي ما دامت نسب المجموعات العرقية الأخرى منخفضة نسبيًا، ولكن حين تتجاوز تلك النسب عتبة حرجة، يمكن أن يتخذ السكان الأصليون قرارات سريعة بالمغادرة يضعونها في حيز التنفيذ. يُنظر إلى نقطة التحول هذه ببساطة على أنها النتيجة النهائية لتأثير الدومينو الناتج عن تجاوز عتبة الأغلبية التي يشكلها أعضاء العرق ذوو الحساسية العالية تجاه المساواة. إذا غادر هؤلاء الأشخاص واستبدلوا بجماعات أخرى أو لم يستبدلوا، يرتفع مستوى الاندماج في الأحياء، ويتجاوز عتبة المغادرة بالنسبة لأشخاص آخرين.